# Felinia decens
Felinia decens är en fjärilsart som beskrevs av Walker 1857. Felinia decens ingår i släktet Felinia och familjen nattflyn. Inga underarter finns listade i Catalogue of Life.